# Magical Marriage Lunatics!! 〜マジカル マリッジ ルナティクス〜
『Magical Marriage Lunatics!! 〜マジカル マリッジ ルナティクス〜』は、2013年6月28日にMOONSTONEより発売された日本のアダルトゲームである。

## あらすじ
三月のある日。幸せな日々を送っていた少年・牛尾勇太の家の裏山に、家が次々と出現した。その家の主の少女たちは、どれも幼い日にかわした"契り"を果たすために、異世界から人間界にやってきたのだった。そして、彼の幼馴染である白波瀬悠奈もまた、彼に告白しようとしていたのであった。

## 登場人物

### メインキャラクター
牛尾 勇太（うしお ゆうた）
主人公である、心優しき少年。この種のゲームでは珍しく、両親共に健在で同じ家に住んでいる（ただし声のみで立ち絵は無い）。東雲学園2年生。幼い頃はたびたび神隠しにあっていたが、その間の行動は良く覚えていない。性的に興奮すると鼻血を盛大に吹き出す体質。友人からは苗字から「うっしー」と呼ばれる。
ルーチェ・ヤミ・アスタリテ
声 - 萌花ちょこ
吸血鬼の姫君。長い赤毛と、コウモリの羽を模した髪飾りが特徴。高飛車な面も目立つが、勇太に対しては一途な面も見せる。勇太との契りを果たすためにいち早く人間界に乗り込んだものの、ライバルたちの存在にいらだっている。料理はあまり上手でないらしく、「愛情は最良のソース」などと主人公いわく「料理が上達しない人の考え方」の持ち主でもある。基本的に好奇心旺盛で自立心が強く、子供時代から城を抜け出すことが多く、勇太と出逢ったのもその時らしい。本人曰く電気の光は好まないため部屋のシャンデリアも電灯ではなく蝋燭を使用している。
個別ルートは勇太の人物像ならびに物語の根幹にかかわる内容になっている。
ユリア・リン＝ロード
声 - 芹園みや
夢魔の姫君（ただし父親は人間のため実際はハーフである）。恥ずかしがり屋なうえに異性に対して恐怖を抱いており、自身の美貌も露出度の高い衣装のせいだとしている。
個別ルートでは淫魔としての本性に目覚めるが、精気を吸い取りすぎると勇太の命にかかわるため、愛情と本能の間で板挟みになる。
天樹 カリン（あまぎ かりん）
声 - 陽月ひおり
天狐の姫君で、お転婆な性格の持ち主。ルーチェとは幼いころから張り合っているが、仲が悪いわけではない。かなりの食いしん坊で、朝食で三杯飯を食べることもある。好物は稲荷寿司。嫌いなものはトマト。本人曰く食べても太らない体質のため、しばしばそれを自慢している。
個別ルートでは勇太との恋愛生活のさなかに妨害が入るというトラブルに見舞われる。
美都之玉 依姫（みつのたま よりひめ）
声 - 御苑生メイ
女神の姫君。心優しいが、怒らせると大変なことになる人物。神としての力は強力だが、人々の信仰が薄れていることについて頭を抱えている。
恋の存在を知り、恋愛小説を読みだして以来、官能小説などを読破した。
ルルーナ
声 - 真宮ゆず
魔女の姫君。感情表現が乏しいが、勇太の顔を見て頬を染めた。なお、真名を別に持っているが、契りをかわした相手にしか知る由がない。狭い所が好き。魔法の材料になる「マテリアル」を日々収集している。彼女のルートでは自身の出自に関する事実を知ることになる。
白波瀬 悠奈（しらはせ ゆうな）
声 - 神村ひな
勇太の幼馴染で、家も隣同士。家が甘露亭という喫茶店を経営しており、看板娘を務めている。勇太とは「ゆうちゃん」、「ゆうくん」と呼び合う仲。自分と勇太のことを「ゆう🖤ゆうコンビ」と呼んでいる。
個別ルートは勇太がなぜ異世界へ迷い込んだのかという理由が明かされる内容になっている。

### サブキャラクター
渋谷 めぐみ（しぶや めぐみ）
声 - 中家志穂
悠奈の友人で勇太のクラスメート。頭に串カツのような髪飾りと猫耳のヘアピンをつけている少女。明るく社交的な性格。一年生の時から同じクラスのため勇太とも親しい。いっぺんにやってきた美人のクラスメートに興味津々。なおヒロインたちの正体には気付いていない模様。ルルーナルートでは愛猫家で猫を6匹飼っていることが判明する。
ドーラ
声 - 柚木サチ
ルーチェの使い魔である白いコウモリのような存在。学校や商店街ではコウモリのぬいぐるみや九官鳥で通っており、商店街のマスコットを自称している。かなり器用で、買い物や料理、さらにはネイルケアまでこなす。
白波瀬 徹（しらはせ とおる）
声 - 小次狼
悠奈の実父で、甘露亭のマスター。人当たりが柔らかいため彼との会話を楽しみにしている常連客も多く、和菓子作りの腕も評判で、わざわざ遠方から客が来るほど。
大石先生（おおいしせんせい）
声 - 来栖川勇
勇太たちのクラスの担任である理科教師。よれよれの白衣と大きな眼鏡が特徴。いつも顔色が悪い。あまり覇気がなく、男女共に生徒からは人気薄。しかし、眼鏡を取るとイケメンとも言われている。
アドリアーネ
声 - 桜川未央
ユリの母。ユリとは正反対の開けっぴろげな夢魔らしい性格。人間界に人間の夫がいる。
ガスパロ
声 - 越雪光
ルーチェの父親で現皇帝。渋い雰囲気でどこか冷たさを感じさせる整った容姿の中年男性だが、娘を溺愛しており、彼女の前では勇太曰く捨てられたチワワのようになってしまう。なお娘のルーチェからは鬱陶しがられており、足蹴にされることもある。ルーチェのことを心配するあまり（婚約者である勇太を見定めるという名目で）わざわざ人間界に出向いて来た。しばしばルーチェのことをちゃん付けで読んではルーチェに叱られる。ドーラからは御所様と呼ばれる。
新 美琴（あたらし みこと）
声 - 桜川未央
学園に出没する幽霊の女子生徒。見た目は勇太たちと同年代に見えるが実際は20年以上年上。生前の所属クラスは1年D組。本人曰く死因は小児がん。幽霊の噂に興味を持ったルルーナが幽界と人間界の境界の歪みを大きくしたために大量発生した幽霊の一人だが、他の幽霊が依姫の説得に応じた中、それを拒否した。現世に強い未練があったため、一年ほど前から学園が霊的に不安定になったのを機に何度か現世へ行こうと試みていたとの事。
ばっちゃん
カリンの祖母。カリンルートでカリンの様子見のため人間界へやって来る。年齢よりは若干若く見える。カリンによればかなり厳格な性格だが、勇太と契りを交わしたことについては驚きながらも認めている。カリンの親代わりと言っていい人物で、厳しいながらもカリンを見守っている。
天城 フヨウ
カリンの母親。故人。ばっちゃんによると幼い頃から病弱で、子供を産めたのが奇跡のような状態だった。カリンにとっては大事な肉親であり、思い入れの深い人物と言える。
斉藤 一久（さいとう かずひさ）
声 - 来栖川勇
カリンルートで登場。後述の蘭稲荷神社の現宮司。生前のフヨウに横恋慕していたらしく、カリンが挨拶に訪れた際には激しく動揺していた。しばしば不審な言動を見せている。

## 舞台・用語
蘭（あららぎ）
本作の舞台。海沿いに位置する地方都市。主人公と友人の会話によれば田舎町とされるが町か市かは不明。主人公の住む町には最寄駅の「白樺駅」や商店街、後述の時計塔公園などの施設や学園、住宅街、通学路にもなっている海岸通りや海水浴場がある砂浜などがある。依姫ルートの描写によるとバスで少し行った山間部に集落があり、御神体とされる注連縄が巻かれた石があるが、人々の信仰心が薄れてしまったことから長らく放置されていた。また電車で数駅の所に「蘭駅」（あららぎえき）や「ディスティニーランド」という名前の遊園地があるさらに大きな街があり、この街に遊びに出る若者も多い。
牛尾家
主人公と両親が住む家。ごく一般的な二階建ての現代住宅。家の裏には牛尾家が所有している雑木林が生い茂る裏山があるが、姫君たちに買い取られ、現在は姫君たちの家が立ち並び、階段まで整備されている。家そのものには事前に手紙で両親の了承を得た上で屋根にルーチェ専用の出入り口が設置されている。
喫茶甘露亭（かんろてい）
悠奈の自宅兼店舗。主人公宅の隣にある。正式な店名は「和甘味と軽食・甘露亭」。一階部分が喫茶店になっている。家そのものも純和風の造りになっており、建物の正面には小ぶりな日本庭園、そのさらに前にはクルマ数台分の駐車スペースが設けられている。父親の徹が経営しており、悠奈はこの店の看板娘として若い男性から人気がある。甘味処の割には男性客が多い。なお主人公がアドリアーネに語った話によるとアルコールはメニューには無いとの事。両親の仕事が忙しく夜も遅いため主人公は夕食は大抵この店でとっている。
アスタリテ邸
ルーチェと従者のドーラが住む家。西洋風の洋館。牛尾家に一番近い場所に立地しており、最初に建った家でもある。一人と一匹しか住んでいないにもかかわらず巨大なのは彼女が姫君であり、何気なく建てた結果、城（どちらかというと宮殿に近い）のようになってしまったため。綺麗好きで風呂好きなルーチェのために部屋に浴槽が設えてあるのが特徴。
ロード邸
ユリの家。ルーチェの家の隣の敷地の高台に立つ。夢魔界の宮殿を模したデザインになっている。アドリアーネが泊まる時もあるが同居しているわけではない模様。ルーチェと同様の理由で一人暮らしの割に巨大な宮殿になってしまった。屋内に清らかな噴水があり、大型サイズのベッドがしつらえてあるのが特徴。
天城邸
カリンの家。ユリの家の隣の高台に立つ。日本の古民家風のデザインになっているのが特徴で、屋根は茅葺き、床もフローリングではない板張りで、居間には囲炉裏がしつらえてあり、カリンはよくこの場所で魚や油揚げを焼いている。
美都乃玉邸
依姫の自宅。カリンの家の隣の高台に立つ。平安時代の邸宅風になっている。依姫によれば家の精と契約を交わしているため、開放的な造りにもかかわらず、彼女が苦手とする虫などは入って来ないようになっている。
ルルーナ家
ルルーナの自宅。依姫の家の隣の高台に立つ。他の姫君とは違って彼女の狭い所が好きという趣向からこぢんまりとしたヨーロッパの田舎の一軒家風の外観になっており、全体的に小さい。ルルーナ曰く屋根裏部屋をイメージした造りになっており、部屋の真ん中には人が2、3人は入れそうな大きな鍋があり、この鍋で夜な夜なマジックアイテムを作るのが日課になっている。
東雲学園（しののめ）
主人公たちが通う高校。私立か公立かは不明。ごく普通の高校だが、屋上が緑化されており庭園や温室があるため生徒たちの憩いの場になっている。制服は女子は白と襟が青地に黄色のチェック模様を基調にしたセーラー服タイプのもの。男子は紺色の学ランタイプ。学年ごとにリボンの色が異なり、一年生（ルルーナ）が黄色、二年生（ルーチェなど）が赤、三年生（依姫）が青になっている。なお、2000年代以降の学校としては珍しいブルマタイプの体操服を採用している。学食はかなり広く真新しいが、めぐみ曰く種類はあまり無いとの事だが、味は決して悪くない。毎年5月3日には芋煮会が海辺で行われるほか、毎年恒例で献血のボランティアに参加している。一年ほど前から幽霊が出るという噂がある。
いっぺんに美女たちが転入して来たことで大騒ぎになり、後述の親衛隊（ファンクラブ）が結成される騒ぎになった。
時計塔公園
町にある公園。住民の憩いの場で休日にはピクニックを楽しむ多くの家族連れなどで賑わう。主人公の解説によると有名なデザイナーが手掛けた作品である時計塔が噴水広場にあることからこう呼ばれる。
赤嶺山（あかみねやま）
学園の近くにある山。標高300mほどのなだらかな山で多くの自然が残されており、近くには神社の境内に続く石段がある。頂上に展望台公園が設けられており、一年生が参加する遠足の行き先になっている。
蘭稲荷神社
赤嶺山の麓に立つ神社。カリンルートで度々登場する。天狐を祀る神社であり、この地で12年周期で行われる神楽舞は天狐にとって大きな意味を持っている。普段は人の少ない閑静な場所。
契り
人間界でいう婚約にあたる。種族によって具体的な様式は異なるが、相手に生涯添い遂げるという意味では同じ。一人が複数の相手と契りを交わした場合には、その中の誰か一人が正式に伴侶になるまでは特定の一人のものになることは無い。
神隠し
主人公が幼少時に見舞われていた事件。人間界から突如として異世界に飛ばされてしまう現象。再び人間界に戻って来た時には戻って来た時には異界での記憶は失われるため、重婚状態が生まれてしまった。
異界
主人公が幼少時に飛ばされた人間界と異なる種族が住む世界。作中では吸血鬼界・夢魔界・天狐界・神界・魔女界・成仏を前にした魂（つまり幽霊）が一時的に留まる幽界・ルルーナルートでのみ言及される悪魔が住む悪魔界が主な世界とされる（ただしカリンとは蘭稲荷神社の境内で出逢っているため、天狐界は登場していない）。年に一度主だった世界の姫君が集まることが定められており、また人間界には異界の存在は秘密にすることが定められている。異界での記憶が失われるのはこの決まりのため。
親衛隊
ヒロインたちの非公認ファンクラブ。みな一般人タイプ・ガリ勉タイプ・太ったタイプの3人の男子の組み合わせ。ヒロインと親衛隊の組み合わせは以下の通り。
ルーチェ=LML（ルーチェマイラブ）の略。
イメージカラーは赤。
言葉攻めフェチ。
ユリ=YMI（ユリさんめっちゃいい匂い）の略。
イメージカラーはピンク。
全員匂いフェチ。
カリン=TRK（天真爛漫カリンちゃん）の略。　
イメージカラーは黄色。
属性不明。
依姫=YNF（依姫さまに踏まれたい）の略。
イメージカラーは青。
全員ドM。
ルルーナ=HKS（貧乳こそ至高）の略。
イメージカラーは緑。
全員ロリコン。

## テーマ曲
- 主題歌
  - 「Magical Marriage March」
  - 作詞：藤本スミレ
  - 作編曲：松浦貴雄
  - 歌：榊原ゆい
- EDテーマ
  - 「Eternal Love Song」
  - 作詞：藤本スミレ
  - 作編曲：青島修造
  - 歌：霜月はるか

## スタッフ
- 企画 - 呉
- シナリオ - 呉
- 原画 - やまかぜ嵐、桜坂つちゆ
- サブ原画 - ひなたなお
- SDキャラクター - イチリ
- CG - rastel、ひなたなお、えんどり、エーキチ、明希人
- デザイン - GETUMENサーキット
- 背景美術 - 出雲寺ぜんすけ
- BGM - 日太まりお、水澤直樹
- OPムービー - 菱野優希(JamJamHouse)
- システム監修 - 薫(retouch.info)
- プロデューサー - 恋純ほたる

## 評価
ライターのほしざきしんやはGame-Style内のコラムで、「ストーリーが勢いに乗って進むたびに伏線が回収されていき、ありきたりなシナリオに見えてピリッと効いたものになった一方、伏線が各ルートに散らばっているためシナリオを読み込まないと面白さがプレイヤーに伝わりにくい。また個別ルートでは各ヒロインの種族問題についても触れられており、甘い恋愛とシリアスさのバランスが取れていた」と評した。また、ほしざきは各ヒロインの種族が特異なものでありながらそれぞれ個性が確立されており、アダルトゲームとしては珍しく奇抜なキャラクターがいないにもかかわらず会話を愉しめたと評し、「一般人である悠奈は、地味なキャラクターながらも言動が印象的だった」とした。ほしざきは「設定をあえて全部公開するのではなく、プレイとともにキャラクターや世界観を楽しんでほしい、と作り手の意志を感じた」とまとめた。